# Політична відповідальність
Політична відповідальність — необхідний чинник політичної діяльності.
- Морально-психологічний стан суб'єктів політики, заснований на розумінні сенсу та наслідків політичної діяльности, підґрунтям якої є політичні інтереси і потреби, політична свідомість, здатність до мобілізації політичної волі й визначення політичних цілей.
- Свідоме дотримання політичним суб'єктом норм і правил політичного життя.
- Наслідки.
- Відповідальність ідеології і політичної практики суб'єктів політики.

У правових державах діють закони, функціонують громадські та державні інститути, прийняті спеціальні процедури, метою яких є залучення до політичної відповідальности влади на всіх рівнях. До механізмів реалізації відповідальности влади відносяться розпуск парламентів, відклик депутатів, відставка урядів, право на критику.